# Tachytrechus crypsus
Tachytrechus crypsus är en tvåvingeart som beskrevs av Wei 1998. Tachytrechus crypsus ingår i släktet Tachytrechus och familjen styltflugor. Inga underarter finns listade i Catalogue of Life.